# 形鋼

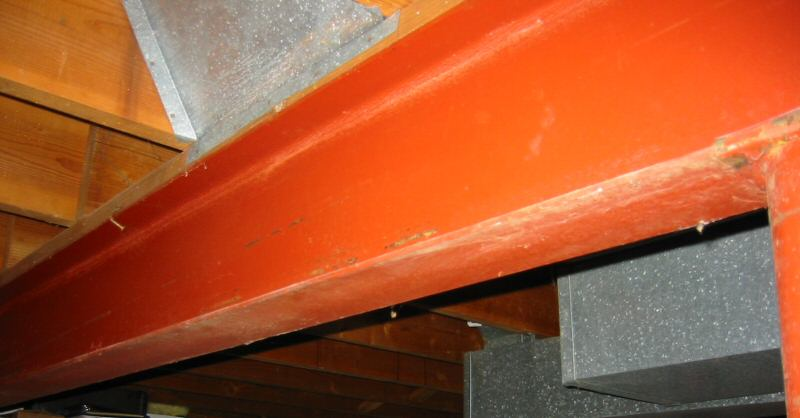
H形鋼の使用例

H形鋼（左）とI形鋼（右）の一般的な断面

形鋼（かたこう）とは、あらかじめH形、L形などの一定の断面形状に成形された、材軸方向に長い鋼材の総称である。断面が円形または角形の中空断面のものは鋼管と呼ばれる。
主に構造用として土木・建築用の柱・梁・基礎杭や機械製品などに使われる。断面の形によって様々な形鋼があり、力学的合理性・使用目的によって使い分けられる。

## 概要
形鋼は、熱間での圧延により作成される重量形鋼と、薄い鋼板を冷間で折り曲げ加工して作成される軽量形鋼の2つに大きく分けられる。単に形鋼と言った時は重量形鋼を指す場合が多い。
重量形鋼にはH形、I形、山形、溝形、Z形等の種類がある。重量形鋼の板厚は部位によって異なる。I形鋼や溝形鋼のフランジ部の厚さは一様ではなく、内面に外側に向けてテーパーがつけられている。また、出隅のコーナー部にはエッジがあるが、入隅のコーナー部にはアール（円弧状の丸み）が付けられている。
軽量形鋼には山形、溝形、Z形、ハット形等の種類がある。軽量形鋼の板厚は部位に関わらず一定であり、コーナー部はアールを付けて折り曲げられている。

## 歴史
1本の鋼鉄から圧延されたI形鋼の製造方法は、1849年にベルギーの鉄鋼会社Forges de la Providenceの社員 Alphonse Halbou によって特許が取られた。

## 代表的な形鋼

### H形鋼

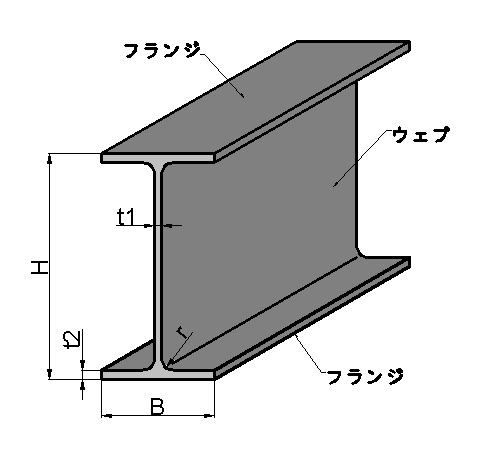
H形鋼

H形鋼（エッチがたこう）は、断面が「H」形の形鋼である。様々な所で使われている代表的な形鋼である。他の形鋼に比べて、断面効率（重量当たりの曲げ剛性や曲げ強度）が優れている。相場で「形鋼の価格変動」と言う時、この「形鋼」はH形鋼のことである。建物や橋梁、船舶などに使われる構造材用と、高速道路、建築物、岸壁、橋梁などに使われる基礎杭用がある。水平ロールと垂直ロールを持つ、ユニバーサル圧延機によって作られる。
『H』の縦2本の部分をフランジ、横1本の部分をウェブと呼ぶ。「H-200（H寸法）×100（B寸法）×5.5（t1寸法）×8（t2寸法）」（例）のように表記される。
H形鋼の日本国内生産量は2004年において、451万6500トン余りとされている（日本鉄鋼連盟調べ）。そのうち、東京製鐵 約34%、新日本製鐵 約18%、JFEスチール 約13%と推計されている。日本でH形鋼の生産が始まったのは1960年代に入ってからであるが、1968年竣工の霞が関ビルで極厚のH形鋼が大量に使用されて以降、急速に普及した。
H形鋼の形状・寸法はJIS G 3192およびJIS A 5526（杭用）で規格が定められているが、それ以外の寸法のものも、薄肉で軽量のものから極厚のものまで各メーカーで多くの種類が生産されている。また、鋼板を溶接でH形断面に組み立てた鋼材（ビルトH）が使用されるケースも多い。

### I形鋼

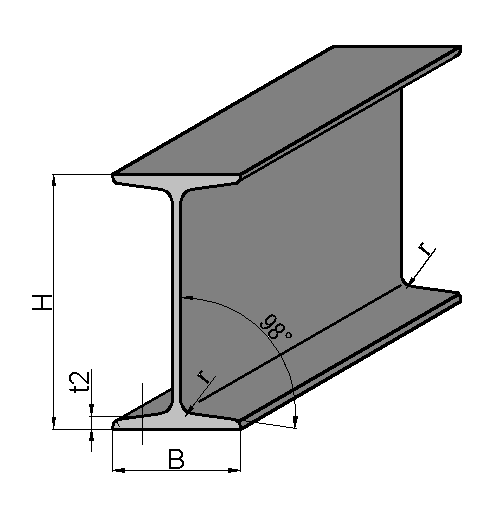
I形鋼

I形鋼（アイがたこう）は、断面が「I」形の形鋼である。形状的にはH形鋼に近いが、同一サイズではH形鋼と比べて板厚が厚く、重量、剛性ともに大きい。フランジ内面にはテーパー（傾斜）が付けられている。I型ジョイスト、アイビームとも呼ばれる。

### T形鋼
T形鋼（ティーがたこう）は、断面が「T」形の形鋼である。通常はH形鋼をウェブ中心で2つに切断して作られるため、CT形鋼あるいはカットティーとも呼ばれる。

### 山形鋼

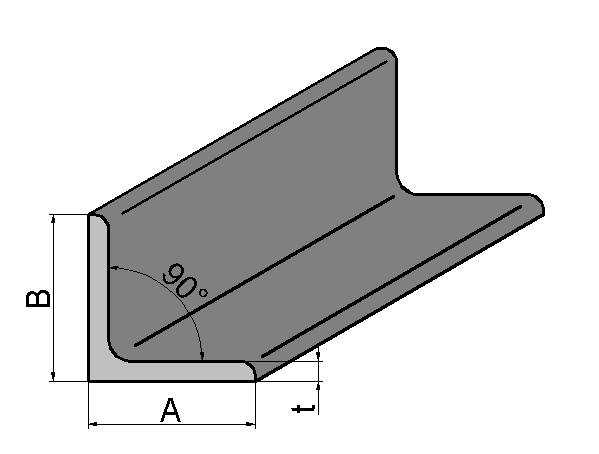
山形鋼

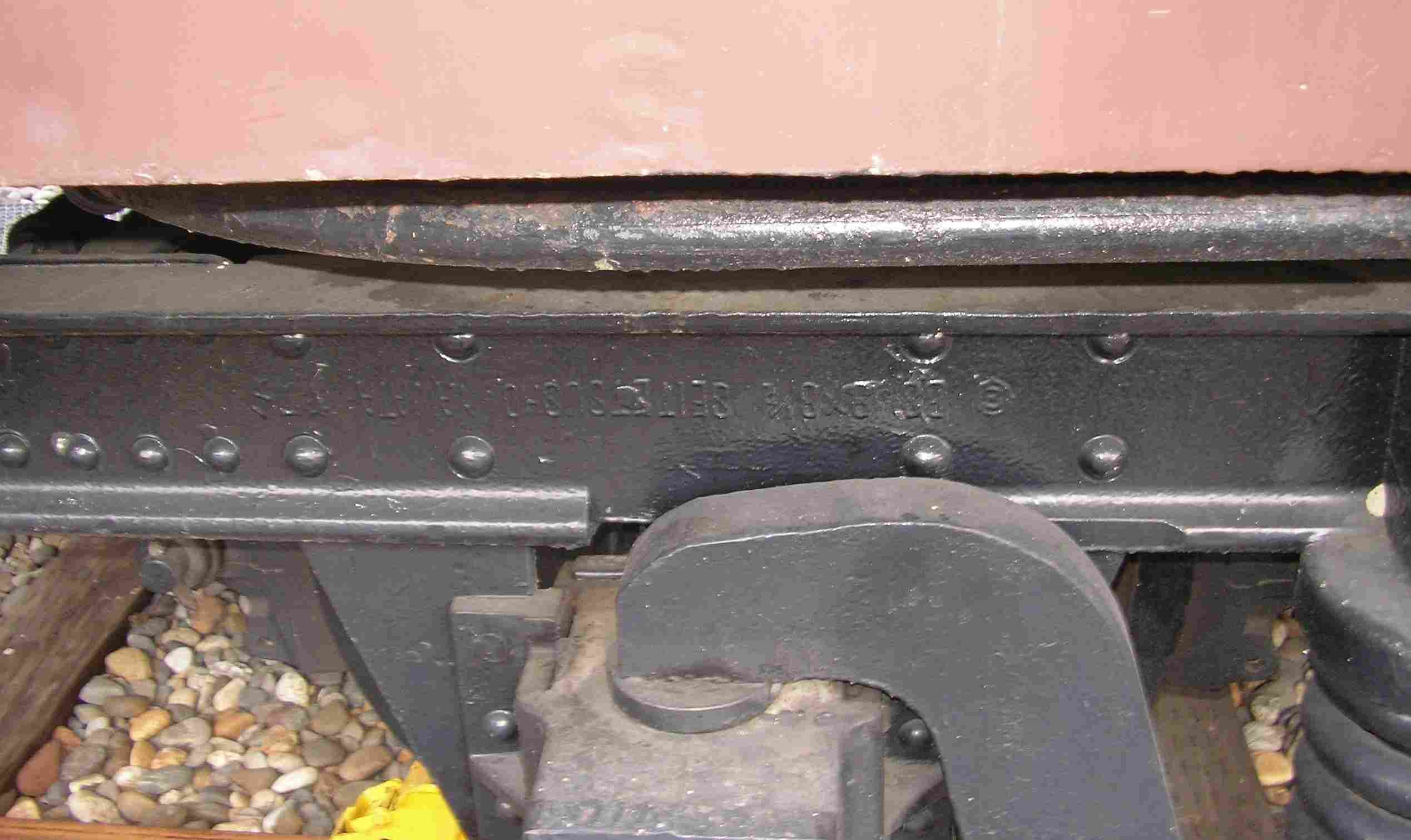
球山形鋼の使用例。部分的に削られて逆さに使われている。

山形鋼（やまがたこう）は断面が「L」形に近い形鋼でL字鋼と言われることもある。「L」の二辺の長さが等しいものを等辺山形鋼、等しくないものを不等辺山形鋼と呼ぶ。アングルとも呼ばれる。辺の長さが40ミリ以下の物は小型山形鋼と呼ばれることがある。
H形鋼の次に需要が多い。建設、船舶、機械などに使われる。「L-50（A寸法）×50（B寸法）×6（t寸法）」（例）のように表記される。軽量形鋼として、軽山形鋼がある。
また『L』形の上端の部分に丸く厚みを持たせた球山形鋼（きゅうやまがたこう）がかつて船舶用に製造され、昭和初期には鉄道の台車にも用いられていた。

### 平鋼
形状が単純に平たい帯状の鋼材。フラットバーとも呼ばれる。一端に丸く厚みを持たせた、4分音符（♩）に似た断面の球平形鋼（きゅうひらがたこう）も存在する。

### 溝形鋼

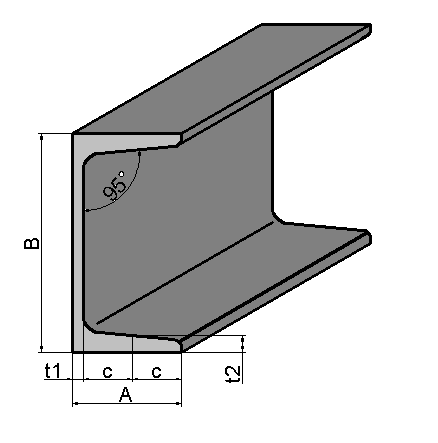
溝形鋼

溝形鋼（みぞがたこう）は、断面が「コ」形に近い形鋼である。一般にチャンネルと呼ばれる
「C-100（B寸法）×50（A寸法）×5（t1寸法）×7.5（t2寸法）」（例）のように表記される。また軽量形鋼として、リップ溝形鋼、軽溝形鋼がある。リップ溝形鋼は断面が「C」形に近いため、シーチャンネルとも呼ばれる。

### Z形鋼

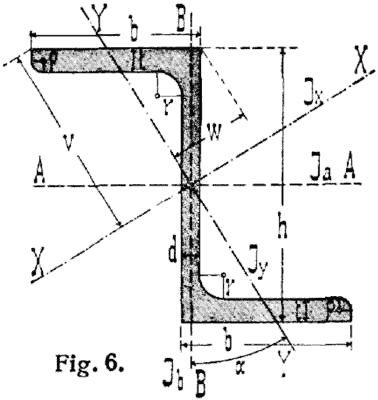
Z形鋼

Z形鋼は、断面が「Z」形に近い形鋼である。かつて日本では乙形鋼とも呼ばれ、鉄道車両の側梁などにも用いられた。
また軽量形鋼として、リップZ形鋼、軽Z形鋼がある。

### 鋼矢板（シートパイル）

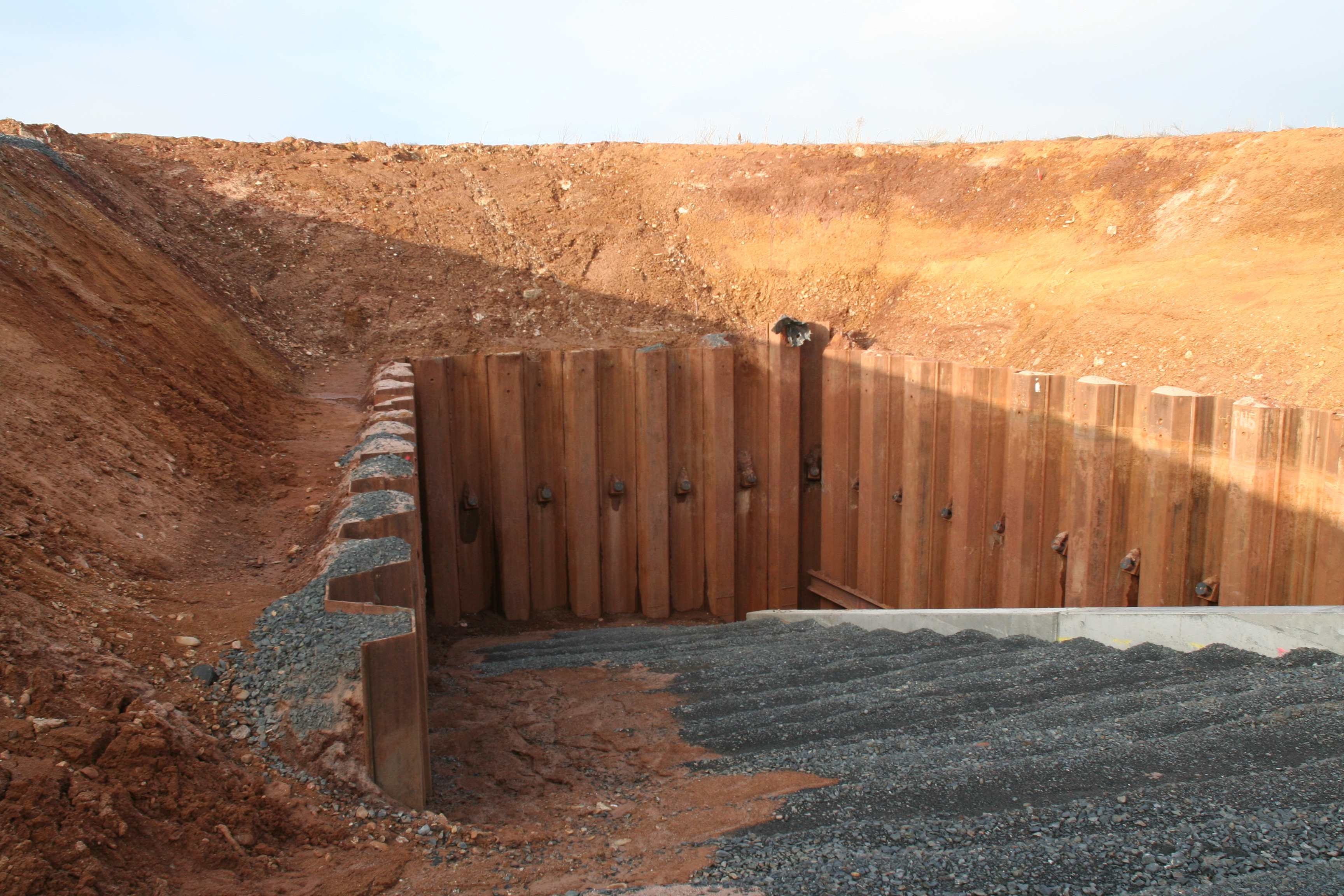
鋼矢板による土止め

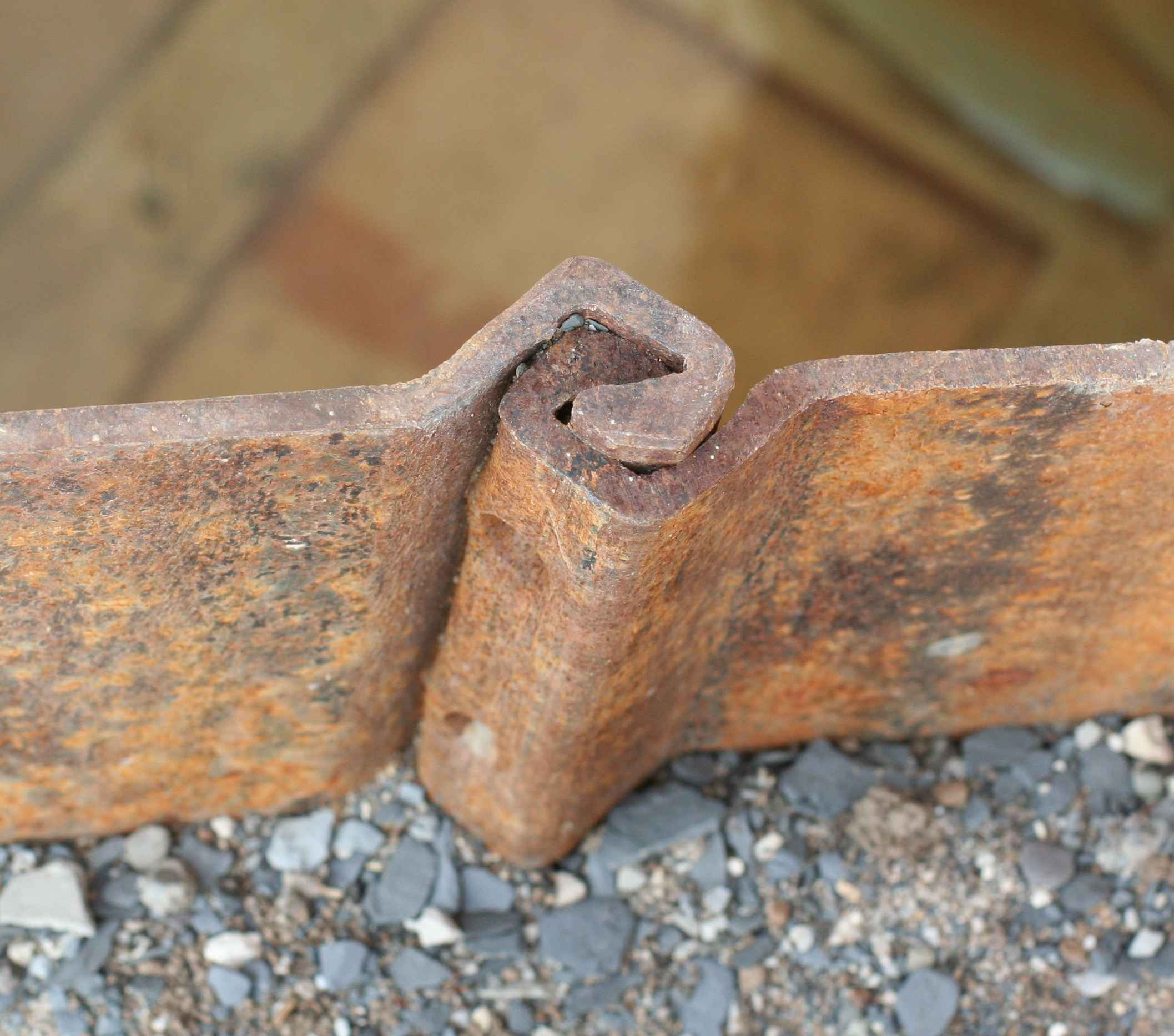
鋼矢板の継ぎ目

鋼矢板（こうやいた）は、凹凸があり、両端に継ぎ手がついている鋼板である。互い違いに組み合わせて、継ぎ手をつなげると「鉄の壁」ができる。鋼矢板は、土中に埋め込んで護岸や防波堤、岸壁を作る。また、掘削し管路などを埋設する際の仮設の土留めとしても使用される。使用が終わった鋼矢板は、引き抜くことによって、繰り返し使える。
鋼矢板には、U形、Z形、H形、直線形と、鋼板を冷間ロール成形した軽量鋼矢板がある。また、鋼管に継ぎ手を付けたものを鋼管矢板と呼ぶ。

## 表面処理
鉄製品であり、最終的には塗装されることが多いが、多くの場合無塗装の、いわゆる「圧延まま（黒皮）」の状態で流通している（酸化皮膜である黒皮が耐食性に優れるため）。切断加工などがなされた後、錆び止め塗装後に仕上げ塗装で色がつけられることが多い。建築構造体に使われるものの中には、あらかじめ錆び止め塗装を施された状態で流通しているものもある。
亜鉛めっきを施されたものもある。この場合、加工後の端面処理が必要であるので、加工後に亜鉛めっきする方が効果的な防錆処理が出来る。
また、橋梁などには表面処理を必要としない耐候性鋼が使われることもあり、錆び色のままで使用されているのが見られる。

## 荷姿
サイズにもよるが、長さが4mから6m程度のものであれば、普通トラックで輸送される。小型等辺山形鋼は重量2トン分を一くくりにした長さ5.5メートルのものが多い。長さ12mまでのものならば比較的簡単に輸送できるが、それ以上の長さのものは輸送に条件が付くことが多い。